# Сімрісгамн (комуна)
Комуна Сімрісгамн (швед. Simrishamns kommun) — адміністративно-територіальна одиниця місцевого самоврядування, що розташована в лені Сконе у південній Швеції.
Сімрісгамн 216-а за величиною території комуна Швеції. Адміністративний центр комуни — місто Сімрісгамн.

## Населення
Населення становить 19 125 чоловік (станом на вересень 2012 року). 
| Кількість населення комуни Сімрісгамн за 1970-2010 роки | Кількість населення комуни Сімрісгамн за 1970-2010 роки | Кількість населення комуни Сімрісгамн за 1970-2010 роки | Кількість населення комуни Сімрісгамн за 1970-2010 роки | Кількість населення комуни Сімрісгамн за 1970-2010 роки |
| ------------------------------------------------------- | ------------------------------------------------------- | ------------------------------------------------------- | ------------------------------------------------------- | ------------------------------------------------------- |
| Рік                                                     |                                                         |                                                         | Населення                                               |                                                         |
| 1970                                                    | 1970                                                    |                                                         | 20 361                                                  | 20 361                                                  |
| 1975                                                    | 1975                                                    |                                                         | 20 103                                                  | 20 103                                                  |
| 1980                                                    | 1980                                                    |                                                         | 20 303                                                  | 20 303                                                  |
| 1985                                                    | 1985                                                    |                                                         | 19 887                                                  | 19 887                                                  |
| 1990                                                    | 1990                                                    |                                                         | 20 088                                                  | 20 088                                                  |
| 1995                                                    | 1995                                                    |                                                         | 20 259                                                  | 20 259                                                  |
| 2000                                                    | 2000                                                    |                                                         | 19 303                                                  | 19 303                                                  |
| 2005                                                    | 2005                                                    |                                                         | 19 425                                                  | 19 425                                                  |
| 2010                                                    | 2010                                                    |                                                         | 19 297                                                  | 19 297                                                  |
| Джерело: SCB                                            |                                                         |                                                         |                                                         |                                                         |

## Населені пункти
Комуні підпорядковано 12 міських поселень (tätort) та низка сільських, більші з яких:
- Сімрісгамн (Simrishamn)
- Єрснес (Gärsnäs)
- Чивік (Kivik)
- Боррбю (Borrby)
- Гамменгеґ (Hammenhög)
- Шіллінґе (Skillinge)
- Санкт-Улоф (Sankt Olof)

## Міста побратими
Комуна підтримує побратимські контакти з такими муніципалітетами:
- Борнгольм, Данія
- Колобжег, Польща
- Барт, Німеччина
- Паланга, Литва

## Галерея

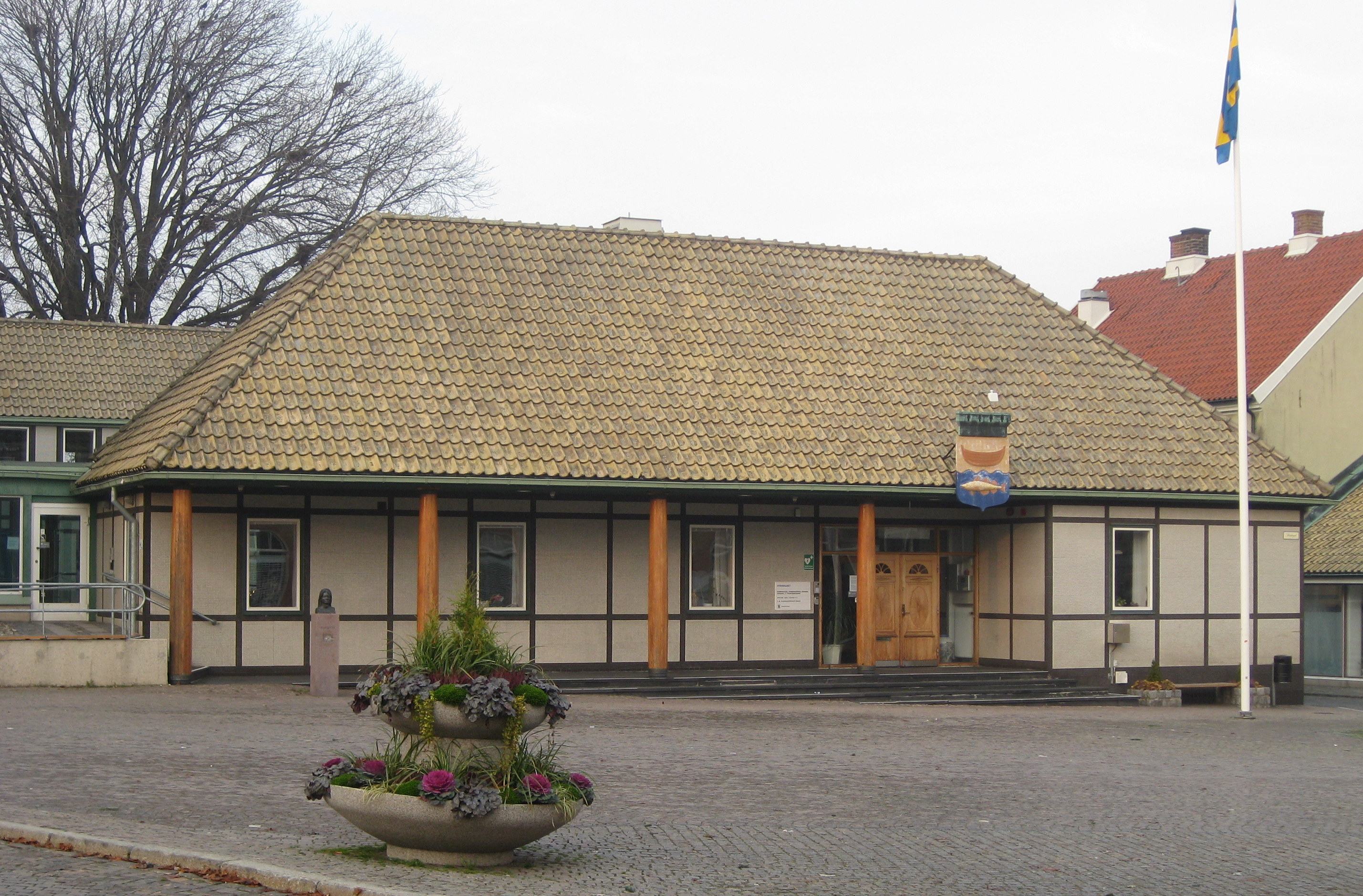
Управа комуни (Сімрісгамн)
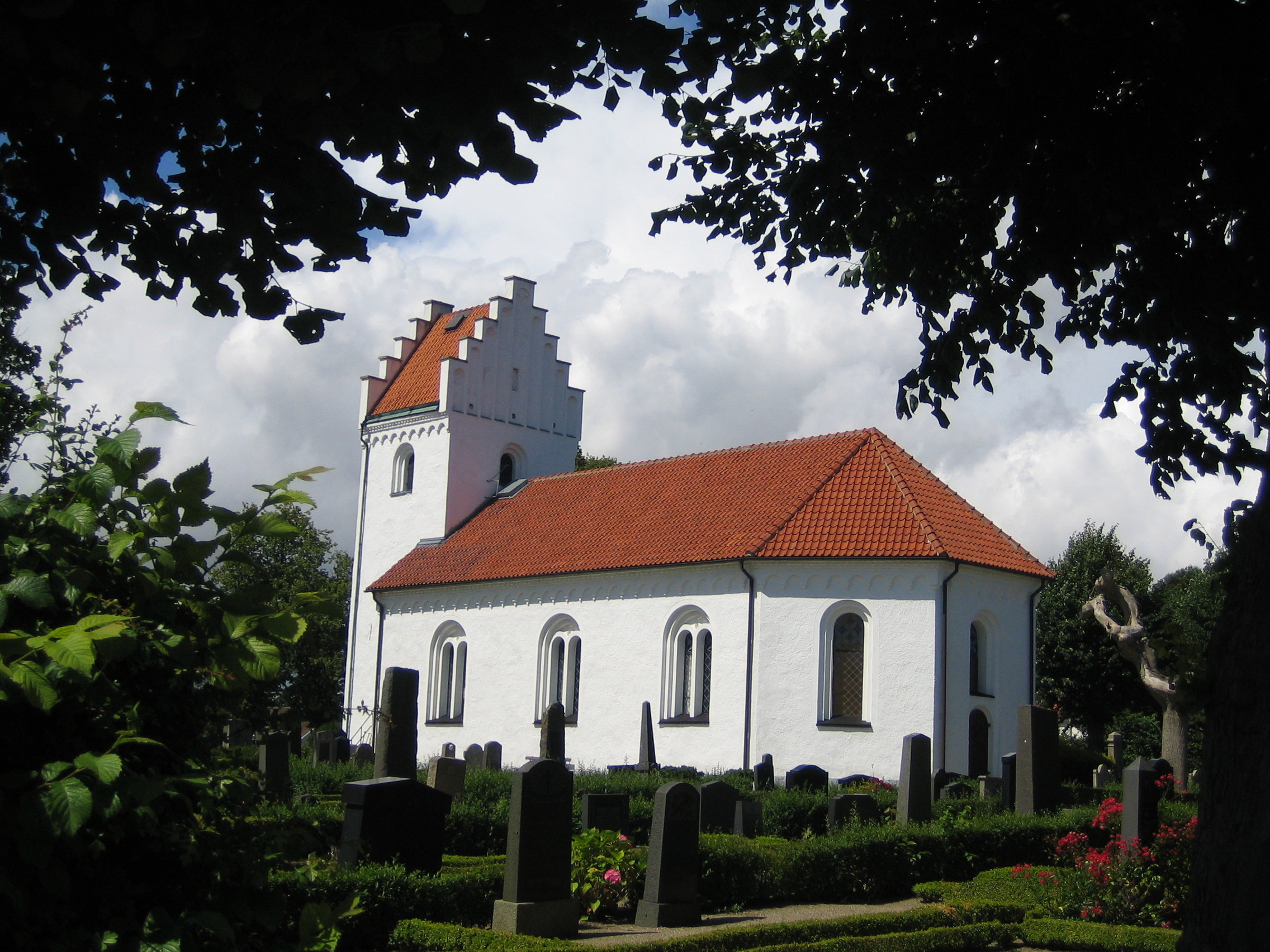
Церква (Гамменгеґ)
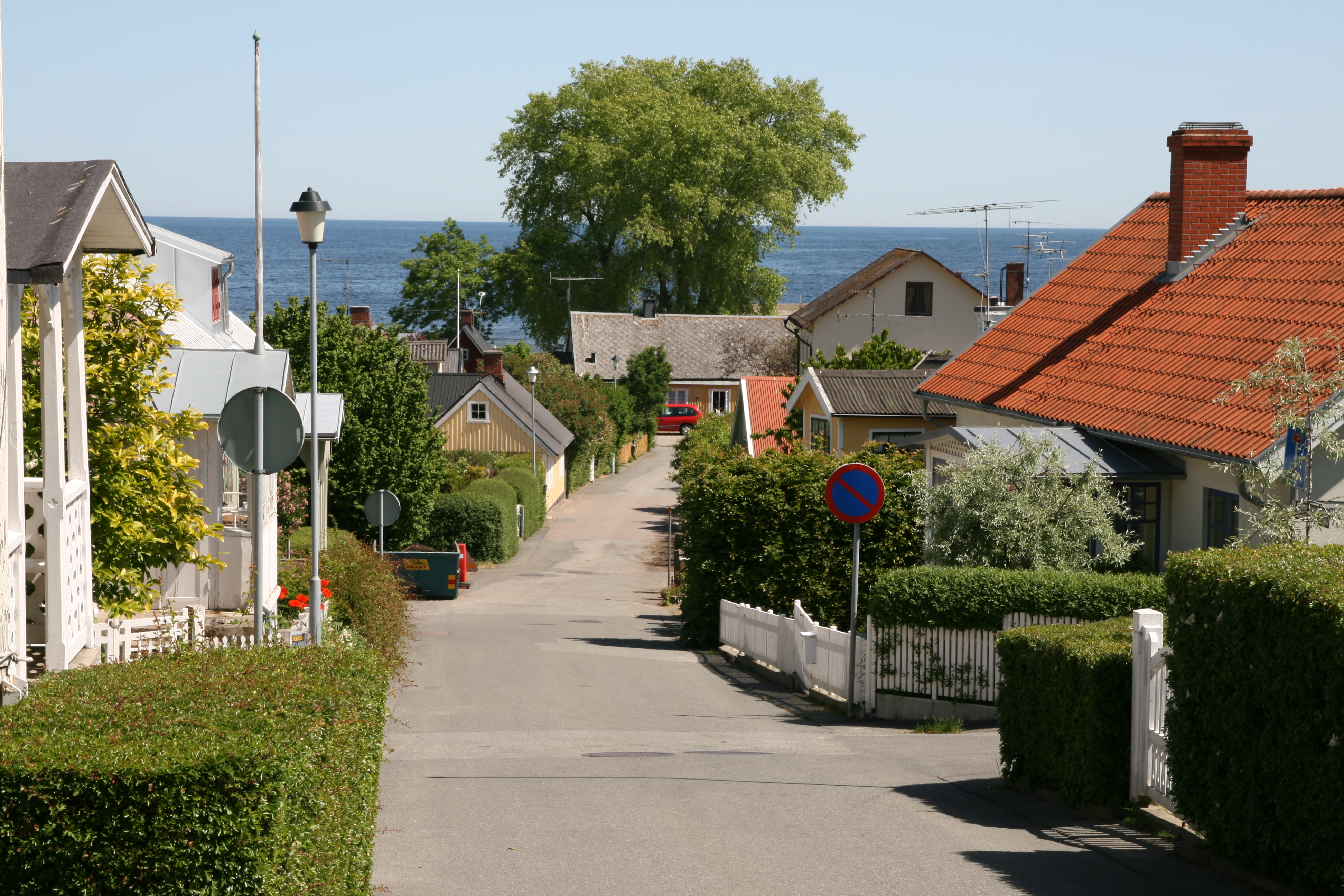
Містечко Чивік
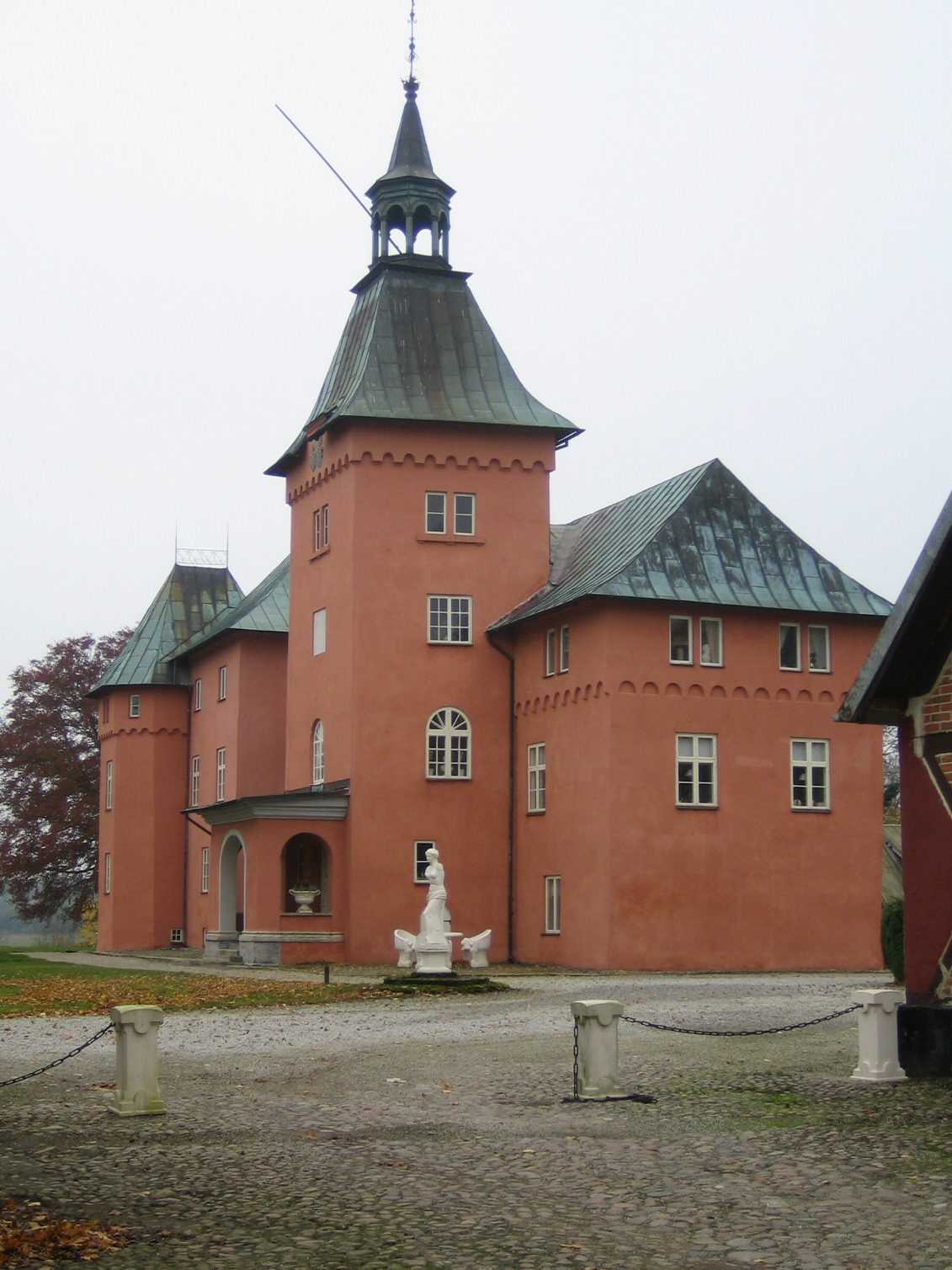
Замок Єрснес

## Виноски
1. ↑  Folkmangd i riket, lan och kommuner (шв.) . Центральне бюро статистики Швеції. Архів оригіналу за 20 серпня 2013. Процитовано 18 лютого 2013.